# 特に負けても構わない戦いがそこにはある〜サレジオ落穂によろしく（仮題）〜
『特に負けても構わない戦いがそこにはある〜サレジオ落穂によろしく(仮題)〜』（とくにまけてもかまわないたたかいがそこにはある サレジオおちぼによろしく かだい）は、久米田康治のギャグ漫画作品。

## 概要
週刊ヤングサンデー2005年6月16日発売の27号に掲載された、16ページの読みきり作品である。かってに改蔵新装版第3巻に収録されている。
ヤングサンデー通巻1000号突破記念スペシャル読切第5弾として掲載されたこの作品は、久米田康治が『かってに改蔵』で培った手法を大いに利用した読みきりギャグマンガ作品である。
タイトルは、執筆・掲載当時にテレビ朝日がサッカー番組の際に使っていたキャッチコピー、「絶対に負けられない戦いが、そこにはある」のパロディである。
サッカーを題材にするネタは『かってに改蔵』、『行け!!南国アイスホッケー部』にも見られたが、読み切りで利用されることにより、登場人物などの設定から自由になった形で新たに描かれていることが、従来のそれとの違いである。
仮題（サブタイトル）の「サレジオ落穂」は、『かってに改蔵』でサッカーネタを取り扱った時に数度登場した、セルジオ越後に似せたパロディキャラである。
『かってに改蔵』の登場人物、神崎さんの父親と母親がさりげなく店員としてエキストラ的に登場している。